# Peperomia barbensis
Peperomia barbensis là một loài thực vật có hoa trong họ Hồ tiêu. Loài này được (Dahlst.) Trel. miêu tả khoa học đầu tiên năm 1929.